# Görlitzer Schekel
Als Görlitzer Schekel bezeichnet man im deutschen Sprachraum Medaillen (unabhängig vom Herstellungsort), die Münzprägungen des Jüdischen Krieges als religiöse Objekte kopieren. Andere Bezeichnungen sind Weihrauchmünzen (censer pieces) oder Falsche Schekel. Diese hatten bei Numismatikern lange den Ruf billiger Fälschungen, was aber ihre Bedeutung als Devotionalien verkennt.

## Entstehung des Motivs Weihrauchfass

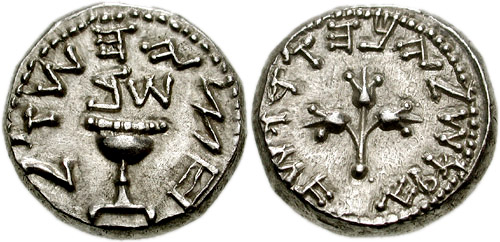
Echter Halbschekel aus dem zweiten Jahr des Aufstands

In der Frühen Neuzeit wurden Exemplare der antiken silbernen Jerusalemer Schekel in Europa bekannt. Görlitzer Schekel sind Nachahmungen dieser Münzen; sie sind größer und meist nicht aus Edelmetall. Die Kopisten ersetzten die ihnen unverständlichen althebräischen Buchstaben durch Quadratschrift, woran diese Münzen leicht zu erkennen sind. Der Text der Inschriften ist mit dem Vorbild identisch, nämlich:
- Vorderseite (Räucherfass): שקל ישראל Schekel Jisrael „Schekel Israels“
- Rückseite (Pflanze): ירושלים הקדושה Jeruschalajim haKedoscha „Heiliges Jerusalem.“

Die häufigste antike Prägung war die des Jahres 2 des Aufstandes (67/68 n. Chr.). Auf dem Foto sieht man auf der Vorderseite das zentrale Motiv des Kelchs und darüber zwei Buchstaben in althebräischer Schrift, Schin und Bet als Abkürzung für „Jahr 2“. Diese Buchstaben wurden als aufsteigender Rauch interpretiert, der Kelch als Räuchergefäß missverstanden. Kopien dieser Münze nennt man deshalb auch Weihrauchmünzen (censer pieces). Die Form des Kelches wurde oft durch Amphoren oder andere Phantasieformen ersetzt.
Aus dem stilisierten Blütenstab des Hohenpriesters auf der Rückseite des antiken Schekels wurde beim Görlitzer Schekel ein üppig grünendes Gewächs.

## Jüdischer Kontext
Das älteste bekannte Exemplar einer solchen Medaille (der Meysel Schekel) wurde 1584 in Joachimsthal angefertigt. Diese gegossene, silberne Medaille hat einen Durchmesser von 38 mm. Eine Öse wurde später hinzugefügt, um den Schekel als Schmuckstück tragen zu können. Die Jahreszahl steht in pseudo-hebräischen Zahlen unter dem Weihrauchfass auf der Vorderseite. Vielleicht diente dieser Schekel in der jüdischen Gemeinde als symbolische Währung bei der Pidjon-haBen-Zeremonie oder als Chanukka-Geld. Es kann sich um ein „sentimentales Erinnerungsstück an die jüdische Heimat“ handeln. Ein späterer Besitzer der Medaille prägte dafür den Namen Meysel Schekel, nach Mordechai Meysel, der im 16. Jahrhundert die jüdische Gemeinde zu Prag leitete.

## Christlicher Kontext

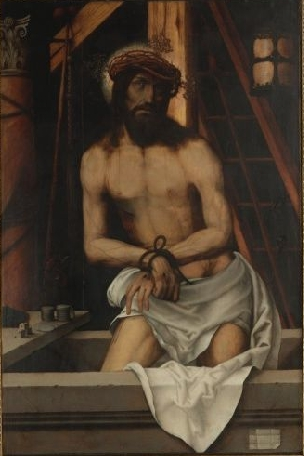
Christus als Schmerzensmann. Links die dreißig Silberlinge in Gestalt von Görlitzer Schekeln (Lucas van Leyden zugeschrieben, 16. Jahrhundert, Uffizien)

Als Arma Christi wurden im Mittelalter auch Silberlinge aus dem Judaslohn verehrt, doch handelt es sich bei den betreffenden Münzen in den Reliquienschätzen verschiedener Kirchen um spätantike oder byzantinische Stücke.
Erst der Humanismus vermittelte die Kenntnis echter antiker Schekel, und daran schließen sich die „falschen“ Görlitzer Schekel an. Man datierte die antiken Schekel in die Makkabäerzeit und meinte, sie seien identisch mit den Silberlingen, die im Neuen Testament erwähnt werden – insbesondere bei dem Verrat des Judas. Auf einem Lucas van Leiden zugeschriebenen Gemälde in den Uffizien sind die Silberlinge als Falsche Schekel dargestellt. Im katholischen Raum wurden sie seit dem 17. Jahrhundert nachgegossen, um bei Passionsspielen ausgegeben zu werden. Mancher Teilnehmer bewahrte seinen Schekel als Talisman auf.
Görlitzer Schekel dienten zur Meditation der Passionsgeschichte, gerade im protestantischen und humanistischen Kontext. Philipp Melanchthon schenkte Fürst Georg III. von Anhalt eine „Weihrauchmünze.“ Er schrieb dazu, diese Münze gleiche der im Buch von Guillaume Postel (Postellus) abgebildeten Münze (in diesem Fall wäre es allerdings eine antike Prägung). Ambrosius Blarer schickte Heinrich Bullinger einen Görlitzer Schekel; dieser hielt die Münze für antik, aber Blarer klärte ihn auf.
Manche Görlitzer Schekel wurden mit einem Loch versehen und als Anhänger getragen. Mit einem solchen Schmuckstück ließ sich der reformierte Landgraf Georg I. zu Hessen-Darmstadt auf seinem Epitaph in der Darmstädter Stadtkirche darstellen. In den Turmknopf der Berliner Nikolaikirche wurde 1671 ein Görlitzer Schekel eingelegt.
Das Zentrum der Medaillenproduktion im deutschen Sprachraum war Görlitz, offenbar verkaufte man schon seit dem späten 16. Jahrhundert die Stücke an die Besucher des dortigen Nachbaus des Heiligen Grabes. Im 18. Jahrhundert wurden diese Souvenirs dann beworben, das Material war Silber oder Zinn. Man erhielt die Schekel beim Custos des Heiligen Grabes; dies soll bis in die NS-Zeit üblich gewesen sein. Die städtische Münzsammlung besaß eine Sammlung von mindestens 36 Görlitzer Schekeln. Seit 1945 sind diese verschollen.
Im anglo-amerikanischen Raum wurden Görlitzer Schekel im Lauf des 19. Jahrhunderts als Massenware mit zunehmend vereinheitlichtem Design hergestellt. Sie wurden verkauft als Faksimiles des echten Schekels, der angeblich im Jerusalemer Tempel verwendet worden sei, und dienten beispielsweise als Anschauungsmaterial in Sonntagsschulen. Der private Besitz einer solchen Kopie war eine Möglichkeit, zu zeigen, dass man an die Irrtumslosigkeit der Bibel glaubte.